# Хоэнцелль (Оберэстеррайх)
Хоэнцелль (нем. Hohenzell (Oberösterreich)) — община (нем. Gemeinde) в Австрии, в федеральной земле Верхняя Австрия. 
Входит в состав округа Рид-им-Иннкрайс.  Население составляет 2048 человек (на 31 декабря 2005 года). Занимает площадь 23 км². Официальный код  —  41209.

## Политическая ситуация
Бургомистр общины — Йохан Цваймюллер (АНП) по результатам выборов 2003 года.
Совет представителей общины (нем. Gemeinderat) состоит из 25 мест.
- АНП занимает 16 мест.
- СДПА занимает 4 места.
- АПС занимает 3 места.
- Зелёные занимают 2 места.